# Wojciech Kuś (oficer)
Wojciech Kuś (ur. 12 kwietnia 1891 w Babicy, zm. 31 sierpnia 1960 tamże) – prawnik z tytułem doktora, major żandarmerii Wojska Polskiego.

## Życiorys
Urodził się 12 kwietnia 1891 w Babicy jako ósme dziecko Józefa (1846–1917) i Anieli z Maców (1851–1941). Był bratem Andrzeja (1884–1958), nauczyciela z tytułem doktora i działacza politycznego, członka PSL „Piast” i WiN. Ukończył 4-klasową wiejską szkołę powszechną w Babicy. W 1911 zdał egzamin dojrzałości w C. K. I Gimnazjum w Rzeszowie. Podjął studia na Wydziale Prawa Uniwersytetu Lwowskiego.
Po wybuchu I wojny światowej został wcielony do c. i k. armii. Uczestniczył w obronie Twierdzy Przemyśl. Mianowany został porucznikiem. Po zakończeniu wojny i odzyskaniu przez Polskę niepodległości kontynuował studia prawnicze na Wydziale Prawa Uniwersytetu Jana Kazimierza we Lwowie, doktoryzując się w 1923 w zakresie prawa administracyjnego.
W połowie 1921 w stopniu rotmistrza żandarmerii i jako oficer 3 dywizjonu żandarmerii z Grodna był przydzielony do Dowództwa Żandarmerii Wojskowej. Został zweryfikowany w stopniu kapitana żandarmerii ze starszeństwem z dniem 1 czerwca 1919. W 1923, 1924 był oficerem 4 dywizjonu żandarmerii w Łodzi. Na przełomie lat 20. i 30. był oficerem 10 dywizjonu żandarmerii w Przemyślu, w tym w 1928 pełnił funkcję p.o. zastępcy dowódcy tej jednostki, a od 1933 do 23 października 1934 był dowódcą. W tym okresie został awansowany na stopień majora żandarmerii ze starszeństwem z dniem 1 stycznia 1931. W Przemyślu należał do Polskiego Białego Krzyża i pełnił funkcję skarbnika zarządu okręgu PBK. Był jednym z redaktorów publikacji zbiorowej pt. „Oświata - to potęga”. Wydawnictwo pamiątkowe z okazji 15-lecia Niepodległości Państwa Polskiego. Część II-ga z albumem, wydanej w Przemyślu w 1933. Od 1937 do 30 sierpnia 1939 sprawował stanowisko dowódcy 7 dywizjonu żandarmerii w Poznaniu. W 1939 mianowany zastępcą komendanta Żandarmerii Wojskowej Garnizonu Wielkopolskiego.
Od 1927 był żonaty z Jadwigą z Pasternaków (zm. 1983), z którą miał córkę Kazimierę (1928–1986) i syna Ryszarda (1933–2009). W okresie międzywojennym wraz z rodziną zamieszkiwał w Babicy, gdzie wybudował kamienicę i prowadził gospodarstwo. Od 1928 był działaczem PSL „Piast” i założycielem koła tej partii w Babicy.
Po wybuchu II wojny światowej walczył podczas kampanii wrześniowej w składzie Armii „Poznań” w bitwie pod Kutnem, później w obronie warszawskiego Żoliborza. Został wzięty do niewoli przez Niemców i był osadzony w Oflagu II C Woldenberg. Odzyskał wolność u kresu wojny w 1945.
Po wojnie zajmował się gospodarowaniem na roli. Zmarł 31 sierpnia 1960 w wyniku upadku podczas załadunku siana. Został pochowany na cmentarzu w Czudcu. 

## Ordery i odznaczenie
- Złoty Krzyż Zasługi (25 maja 1939)[18]
- Medal Niepodległości (29 grudnia 1933)[19][20]
- Srebrny Krzyż Zasługi (25 maja 1929)[21][22]